# José António Miranda Coutinho
José António Miranda Coutinho, também conhecido como José Coutinho ou Miranda Coutinho, foi um engenheiro português.

## Biografia

### Carreira profissional
Em 1930, empregou-se nos Serviços de Viação, como membro da Comissão Técnica de Automobilismo de Lisboa, tendo sido, posteriormente, promovido aos cargos de vogal, vice-presidente e presidente desta divisão; foi, igualmente, vogal e presidente do Conselho Superior de Viação, e membro da respectiva comissão administrativa. Em 1933, foi convidado pelo então ministro das Obras Públicas, Duarte Pacheco, para a posição de Director-Geral dos Serviços de Viação, cargo que manteve até à extinção deste organismo.
Assumiu, igualmente, o lugar de vice-presidente do Conselho Superior de Transportes Terrestres, no qual colaborou em vários projectos de reforma dos transportes rodoviários, representou o Ministério das Obras Públicas e Comunicações junto do Conselho Nacional de Turismo, e foi delegado do Conselho Superior de Transportes, na Junta Autónoma de Estradas. Em 30 de Julho de 1951, foi nomeado, pelo Ministro das Comunicações, Manuel Gomes de Araújo, para o cargo de director-geral da Direcção Geral dos dos Transportes Terrestres, posição que ainda mantinha em 1962. Em Novembro de 1952, encontrava-se a exercer como presidente da Comissão Administrativa do Fundo Especial dos Transportes Terrestres, e, em 1962, era secretário-geral do Ministério das Comunicações, tendo sido, nesse ano, nomeado presidente do Conselho Superior dos Transportes Terrestres.
Foi reeleito como membro do Conselho de Administração da Companhia dos Caminhos de Ferro Portugueses, na assembleia geral efectuada a 30 de Junho de 1967.